# Countess Dracula
Countess Dracula (Condesa Drácula) es una película de terror de 1971 de la productora Hammer Productions sobre la leyenda en torno a la "Condesa Sangrienta" Isabel Báthory. La condesa Báthory utilizaba un artilugio, la Dama de hierro (de este artefacto tomó su nombre el grupo de heavy metal Iron Maiden), dentro del cual introducía a sus víctimas, que eran exprimidas por unas púas y cuya sangre era recogida en unos recipientes para el posterior baño de la condesa. 
Es atípico de la productora Hammer, pero Countess Dracula puede considerarse relacionada con la trilogía Karnstein, tratando Hammer de ampliar las sagas de Drácula y Frankenstein.
La película fue producida por Alexander Paal y dirigida por Peter Sasdy, emigrantes húngaros trabajando en Inglaterra. La música original fue compuesta por Harry Robertson.
Ingrid Pitt volvió a representar el papel de la condesa Isabel en 1998 en el disco de Cradle of Filth, Cruelty and the Beast.

## Argumento
En el siglo XVIII, Hungría, la condesa Elisabeth Nádasdy (Ingrid Pitt) descubre que su aspecto juvenil y la libido pueden ser restauradas temporalmente si se baña en la sangre de mujeres jóvenes. Ella y su amante, el capitán Dobi (Nigel Green), se alistan para ayudar con el secuestro y el asesinato de un sinnúmero de mujeres, mientras ella llevaba a cabo otras conquistas sexuales con el Teniente Imre Toth (Sandor Elès). Para cubrir sus crímenes, aprovecha su estado rejuvenecido para tomar la identidad de su propia hija; plan que sale fuera de control cuando su hija, Ilona (Lesley-Anne Down), vuelve a casa.

## Actores
- Ingrid Pitt como La Condesa Elisabeth Nádasdy.
- Nigel Green como El Capitán Dobi.
- Sandor Elès como El Teniente Imre Toth.
- Maurice Denham como Master Fabio.
- Patience Collier como Julie Szentes, La enfermera.
- Lesley-Anne Down como Ilona, la hija de Elisabeth.
- Peter Jeffrey como El Capitán Balogh.
- Leon Lissek como El sargento.
- Jessie Evans como Rosa,  la madre de Teris.
- Andrea Lawrence como Ziza, una prostituta.
- Ian Trigger como El bufón.
- Nike Arrighi como una lesbiana.

## Recepción
Allmovie dice que es uno de los films más minusvalorados de la Hammer." The Hammer Story: The Authorised History of Hammer Films, dice que el film tiene menos sangre de lo habitual, y mucha intriga palaciega."
New York Times la considera mejor que la mayoría de sus competidoras, aunque la parte final flojea."